# Nathalia Löwenhielm
Nathalia Alexandra Löwenhielm, född von Buxhoeweden 9 juni 1814 i Reval, död 26 november 1867, var en svensk grevinna och sångerska, gift med Carl Gustaf Löwenhielm.
Löwenhielm var hovfröken hos ryska kejsarinnan, samt amatörsångerska och harpist. Löwenhielm blev invald som ledamot nummer 368 i Kungliga Musikaliska Akademien 19 december 1857.